# Tofa (strumento musicale)
La tófa è uno strumento musicale a fiato, facente parte del gruppo degli aerofoni, tipico dell'Italia meridionale.
È simile a un corno, essendo costituito da una grossa conchiglia alla cui estremità è stato praticato un foro dal quale avviene l'immissione del fiato.

## Uso
Il vocabolo tofa è di estrazione linguistica meridionale, essendo in uso in Campania, Abruzzo, e Calabria, col significato di primario di "nicchio, conca marina". La sua etimologia viene fatta risalire alla voce in lingua osca *tufa, da associare al latino tuba (col significato di «tuba», «tromba».
Lo strumento era utilizzato nell'ambito delle attività contadine, nella pastorizia e nell'allevamento allo stato brado: era usato, ad esempio, da porcari e bovari come strumento di richiamo delle mandrie del bestiame. Accompagnava il lavoro nei campi e, in particolare, la vendemmia.

## Storia
Lo strumento è legato anche a sommosse e ribellioni popolari e contadine del Regno delle Due Sicilie, dove il suo suono cupo e penetrante si spargeva lontano e fungeva da potente segnale sonoro per richiamare all'adunata le genti e trascinarle alla rivolta. Viene ricordato il suo ruolo avuto nei moti anti-borbonici del Cilento del 1848:
(Leopoldo Cassese)